# Пароди, Лоренсо Раймундо
Лоре́нсо Райму́ндо Паро́ди (исп. Lorenzo Raimundo Parodi, 1895—1965) — аргентинский ботаник-агростолог, один из самых влиятельных ботаников Южной Америки первой половины XX века.

## Биография
Родился 23 января 1895 года в Пергамино на востоке Аргентины старшим сыном в семье фермера, выходца из северной Италии. С детства интересовался изучением растений, учился в школе агрономии при Университете Буэнос-Айреса в 1915—1918. Стал одним из лучших учеников профессора Люсьена Омана и после его возвращения в Бельгию в 1926 году занял его место в Университете, где работал до самой смерти.
С 1922 года также был профессором в Университете Ла-Платы, в 1934—1947 являлся хранителем сосудистых растений музея Университета.
В 1916 году издал свою первую работу по ботанике — иллюстрированный ключ к определению злаковых растений окрестностей Буэнос-Айреса. Подготовил и издал ревизии родов Agropyron, Munroa, Pennisetum и Sporobolus.
В 1930—1932 перенёс ботанических сад Университета Буэнос-Айреса на большую территорию, существенно расширив его коллекцию растений. Гербарий Пароди насчитывал около 15 тысяч образцов. В 1935 году присутствовал на Международном ботаническом конгрессе в Амстердаме.
С 1934 по 1962 был первым редактором журнала Revista Argentina de Agronomía. В 1964 году он был удостоен Премии Хольмберга города Буэнос-Айрес.
Скончался 21 апреля 1966 года.
Аргентинское общество ботаники учредило ежегодную премию молодым учёным, названную его именем.

## Некоторые научные работы
- Parodi L.R. Chlorideas (англ.) // Revista Fac. Agron. Vet.. — Buenos Aires, 1919. — Vol. 2. — P. 233—335.
- Parodi L.R. Ensayo fitogeográfico sobre el partido de Pergamino (исп.) // Revista Fac. Agron. Vet. : diario. — Buenos Aires, 1930. — V. 7. — P. 65—271.

## Роды растений, названные в честь Л. Р. Пароди
- Lorenzochloa Reeder & C.Reeder, 1969, nom. nov. [≡ Parodiella Reeder & C.Reeder, 1968, nom. illeg.]
- Parodia Speg., 1923
- Parodianthus Tronc., 1941
- Parodiodendron Hunz., 1969
- Parodiodoxa O.E.Schulz, 1929